# روغن بادام
روغن بادام را از انواع دانهٔ بادام تهیه می‌کنند. این روغن همان اولئات گلیسریل است که بوی ملایمی داشته و مزه آجیل می‌دهد. این روغن در الکل نامحلول است، اما در کلروفرم یا اتر کاملاً حل می‌شود. این روغن، جانشین خوبی برای روغن زیتون می‌باشد. از روغن بادام در تهیهٔ مارزیپان، نوقا، ماکارونی و همچنین انواع دسر استفاده می‌کنند. بادام، ۳۵ درصد ویتامین E دارد و میزان چربی‌های اشباع نشدهٔ آن بسیار بالاست. این نوع چربی قادر است میزان کلسترول LDL را کاهش دهد.

## روغن بادام تلخ
برای درمان ریزش مو و مو خوره از روغن بادام تلخ استفاده می‌شود. از آن جا که بادام تلخ دارای اسید سیانیدریک است باید در مصرف آن احتیاط کرد.
روغن بادام تلخ سرفه را بهبود بخشیده و ضد سرماخوردگی است اما در مصرف آن باید دقت کرد. بادام میوه‌ای است که به دو شکل تلخ و شیرین یافت می‌شود. روغن بادام تلخ برای تنگی نفس، سرفه و ورم ریه مفید است.
بادام تلخ، سنگ کلیه و قولنج را برطرف می‌کند.
ریختن یک قطره روغن بادام تلخ در گوش برای رفع زنگ زدن گوش مؤثر است.
روغن بادام خاصیت مسهلی دارد.
روغن بادام، خشکی و چین و چروک پوست را برطرف می‌کند.

## روغن بادام شیرین
عصارهٔ مغز بادام، کاربرد بسیاری در محصولات آرایشی و زیبایی دارد. به خصوص آن که این روغن نقش بسیار مؤثری در تغذیه و آبرسانی پوست ایفا می‌کند.
روغن بادام شیرین به دلیل بوی مطبوعی که دارد به عنوان خوشبوکننده محصولات آرایشی و خوشبوکننده‌های هوا استفاده می‌شود.
متخصصان توصیه می‌کنند مادر برای برقراری ارتباط اولیه با نوزاد به بدن او روغن بادام شیرین مالیده و بدنش را به آرامی ماساژ دهد این ماده در آرامش بخشیدن به کودک اهمیت دارد.
اما با همهٔ این تفاسیر برخی از متخصصان استفاده از روغن بادام را برای نوزادان توصیه نمی‌کنند.
روغن بادام منبع مهم و شناخته شده‌ای در به وجود آمدن آلرژی‌ها به خصوص در زنان باردار و مادران شیرده است.
بسیاری از زنان باردار بر این باورند که با مصرف روغن بادام شیرین می‌توانند چروک‌ها و ترکیدگی‌های ناشی از بارداری را از بین ببرند. اما گذشته از خاصیت نرم‌کنندگی و تقویت بخشی و آبرسانی که این ماده به بدن دارد باید گفت خطوط بعد از زایمان بر بدن ناشی از یک کشیدگی سریع و خشن پوست است که بر قابلیت الاستیک فیبرهای کلاژن پوست اثر می‌گذارد. روغن بادام به ظاهر پوست را نرم می‌کند اما نمی‌تواند روی فیبرهای کلاژن که در ساختار عمیق پوست قرار دارد اثر بگذارد.
هر چند این ماده را می‌توان برای جلوگیری از ترکیدگی و خطوط پوستی ران‌ها استفاده کرد، اما استفاده از آن برای زنان باردار و پوست حساس کودکان سفارش نمی‌شود چرا که این ماده اثر مستقیمی بر پوست نوزاد داشته و آلرژی را در او بالا می‌برد.

## نگارخانه

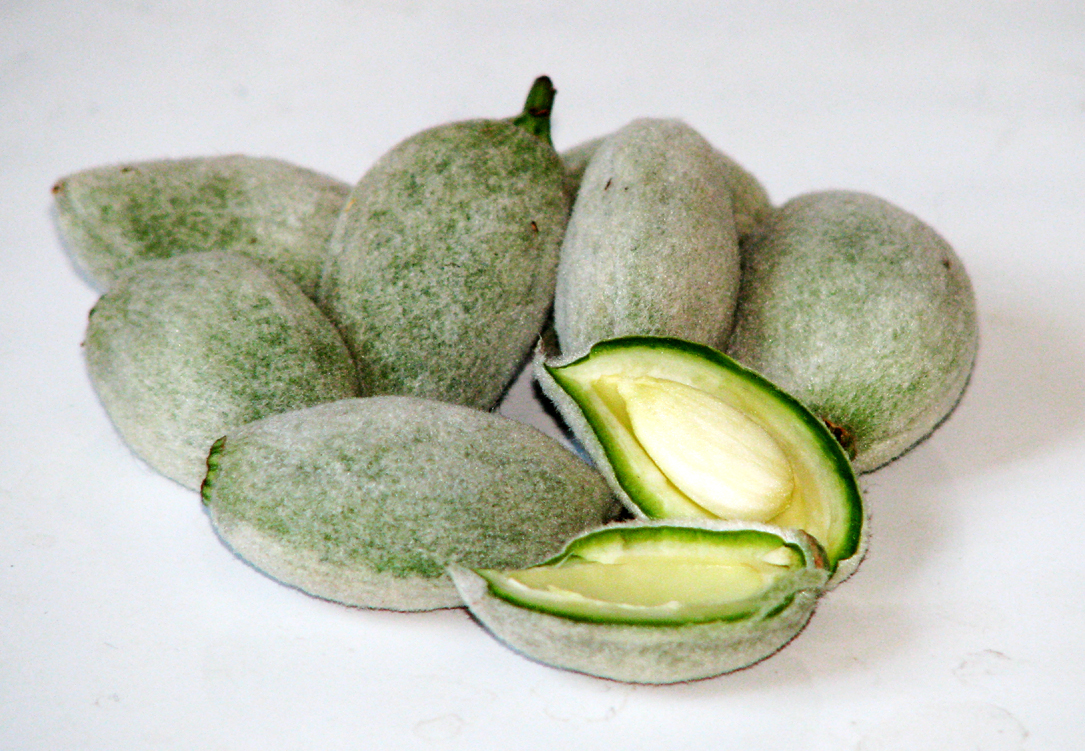
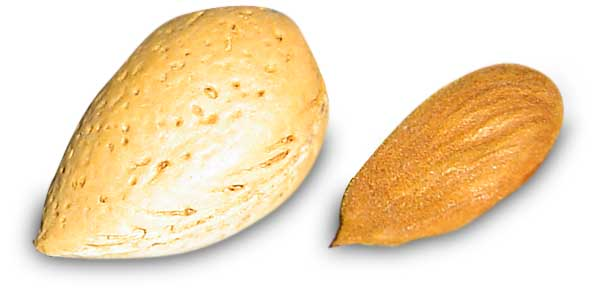
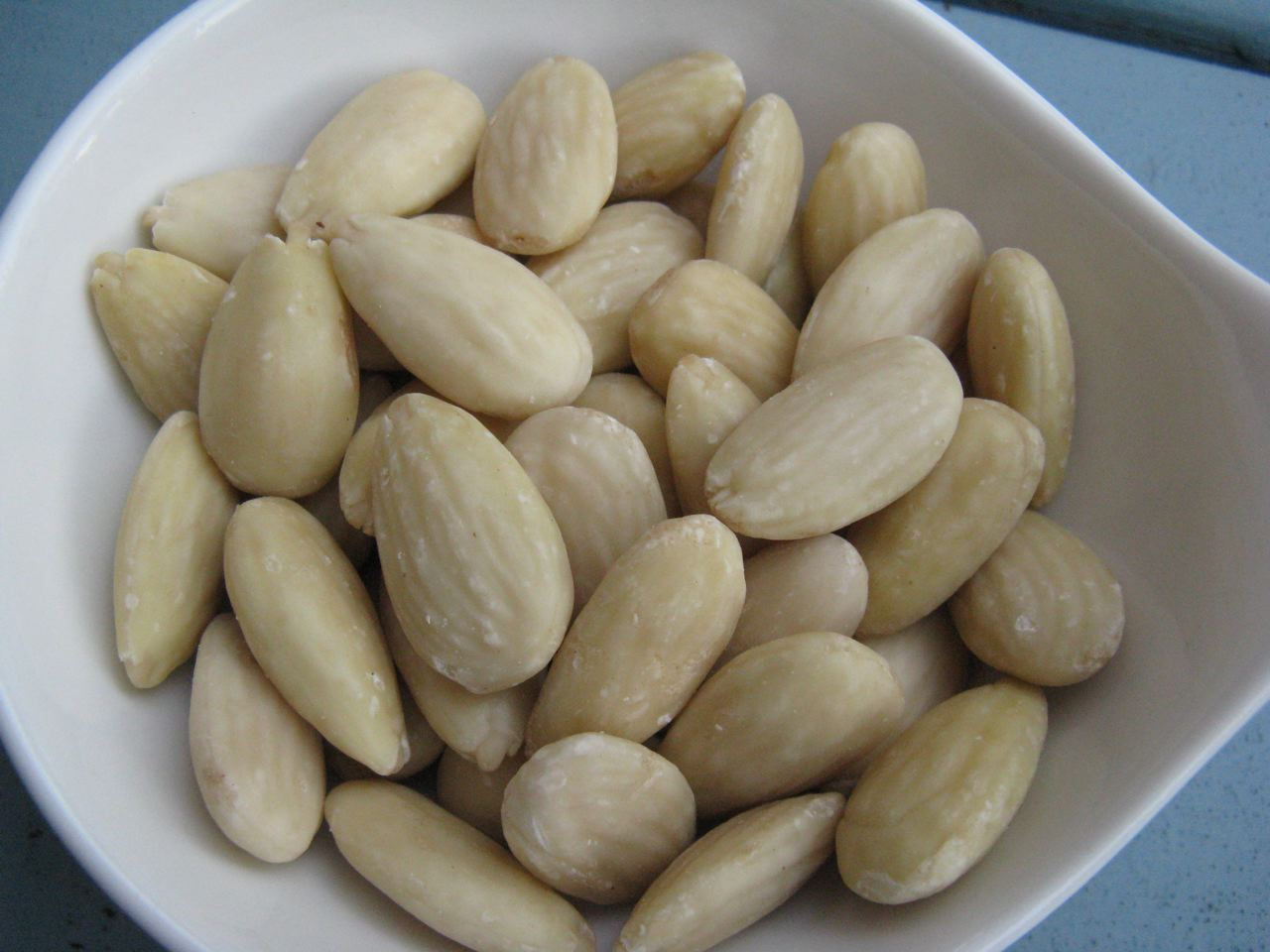